# Alexis von Hoensbroech

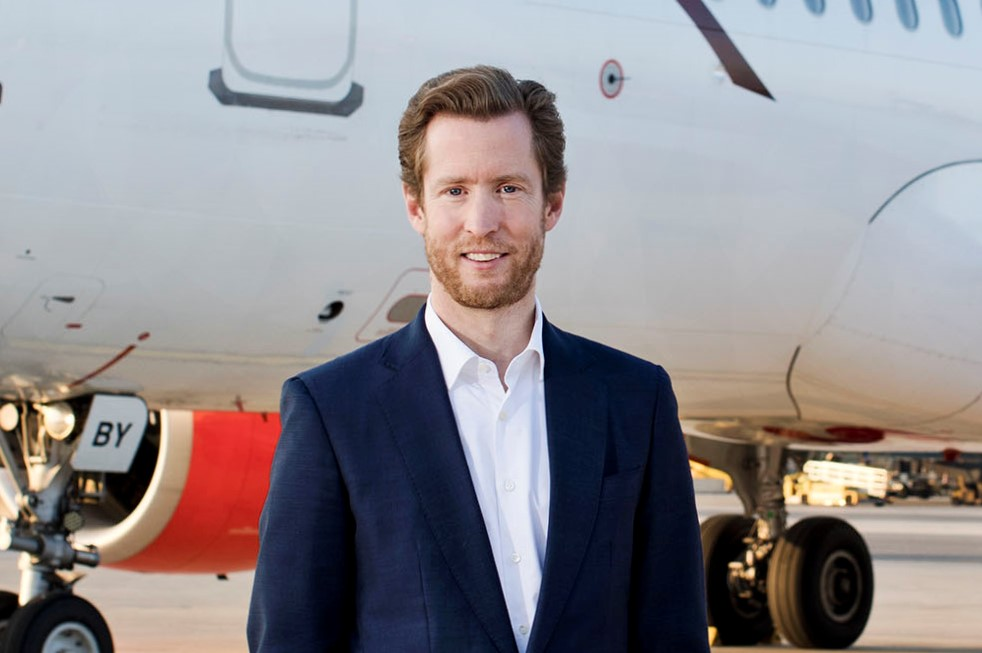
Alexis von Hoensbroech (2018)

Alexis Graf von und zu Hoensbroech (* 3. Oktober 1970 in Köln) ist ein deutscher Luftfahrtmanager. Von 2018 bis Dezember 2021 war er Chief Executive Officer der Austrian Airlines. Am 16. Februar 2022 wurde von Hoensbroech CEO der kanadischen Fluggesellschaft WestJet.

## Leben
Alexis von Hoensbroech stammt aus dem Adelsgeschlecht Hoensbroech. Er studierte von 1990 bis 1995 Physik an der Universität Bonn und promovierte anschließend bis 1999 zu dem Thema The Polarization of Pulsar Radio Emission am Max-Planck-Institut für Radioastronomie.
Von 1999 bis 2005 war er bei der Unternehmensberatung Boston Consulting Group in München und Tokio tätig, zuletzt als Projektleiter. Zu seinen Kunden zählten vor allem Unternehmen aus der Luftfahrtbranche. Im Jahr 2005 wechselte von Hoensbroech zur Deutschen Lufthansa AG und übernahm die Verantwortung für den Bereich Strategie und Beteiligungen der Lufthansa Passage. 2009 wurde er zum Projektleiter Integrationsmanagement Airlines ernannt und verantwortete in dieser Funktion die Integration mehrerer Airlines wie Austrian Airlines und Brussels Airlines in die Lufthansa Group. Zwischen Juli 2010 und November 2014 war er Leiter Commercial Frankfurt der Lufthansa Passage und dort für das Netzmanagement, die Buchungssteuerung sowie die kaufmännische Leitung des Passagiergeschäfts am größten Drehkreuz der Airline verantwortlich. Am 1. Dezember 2014 folgte der Wechsel in den Vorstand der Lufthansa Cargo AG als Chief Commercial Officer. Ab dem 1. August 2018 gehörte von Hoensbroech als Chief Executive Officer (CEO) dem Vorstand von Austrian Airlines an. Im Dezember 2021 verließ er das Unternehmen.